# فرديناند هامر
فرديناند هامر (بالهولندية: Ferdinand Hamer)‏ هو لغوي وقسيس هولندي، ولد في 21 أغسطس 1840 في نايميخن في هولندا، وتوفي في 23 يوليو 1900 في منغوليا الداخلية في الصين.